# Hijo Predilecto de Andalucía
 (juin 2023).
La mise en forme du texte ne suit pas les recommandations de Wikipédia : il faut le « wikifier ».
Les points d'amélioration suivants sont les cas les plus fréquents. Le détail des points à revoir est peut-être précisé sur la page de discussion.
- Les titres sont pré-formatés par le logiciel. Ils ne sont ni en capitales, ni en gras.
- Le texte ne doit pas être écrit en capitales (les noms de famille non plus), ni en gras, ni en italique, ni en « petit »…
- Le gras n'est utilisé que pour surligner le titre de l'article dans l'introduction, une seule fois.
- L'italique est rarement utilisé : mots en langue étrangère, titres d'œuvres, noms de bateaux, etc.
- Les citations ne sont pas en italique mais en corps de texte normal. Elles sont entourées par des guillemets français : « et ».
- Les listes à puces sont à éviter, des paragraphes rédigés étant largement préférés. Les tableaux sont à réserver à la présentation de données structurées (résultats, etc.).
- Les appels de note de bas de page (petits chiffres en exposant, introduits par l'outil «  Source ») sont à placer entre la fin de phrase et le point final[comme ça].
- Les liens internes (vers d'autres articles de Wikipédia) sont à choisir avec parcimonie. Créez des liens vers des articles approfondissant le sujet. Les termes génériques sans rapport avec le sujet sont à éviter, ainsi que les répétitions de liens vers un même terme.
- Les liens externes sont à placer uniquement dans une section « Liens externes », à la fin de l'article. Ces liens sont à choisir avec parcimonie suivant les règles définies. Si un lien sert de source à l'article, son insertion dans le texte est à faire par les notes de bas de page.
- La présentation des références doit suivre les conventions bibliographiques. Il est recommandé d'utiliser les modèles {{Ouvrage}}, {{Chapitre}}, {{Article}}, {{Lien web}} et/ou {{Bibliographie}}. Le mode d'édition visuel peut mettre en forme automatiquement les références.
- Insérer une infobox (cadre d'informations à droite) n'est pas obligatoire pour parachever la mise en page.

Pour une aide détaillée, merci de consulter Aide:Wikification.
Si vous pensez que ces points ont été résolus, vous pouvez retirer ce bandeau et améliorer la mise en forme d'un autre article.
Hijo Predilecto de Andalucía ("Fils préféré d'Andalousie") ou, dans le cas d'une femme récipiendaire, Hija Predilecta de Andalucía ("Fille préférée d'Andalousie"), est un titre honorifique décerné chaque année le 10 août selon le décret 156/1983 du Gouvernement autonome andalou, reconnaissant un mérite ou une distinction exceptionnelle en rapport à la région andalouse, par des actions ou des travaux scientifiques, sociaux ou politiques qui ont reflué au profit de l'Andalousie. C'est la plus haute distinction de la communauté autonome d'Andalousie.

## Nature de l'honneur
L'honneur est accordé par accord du Conseil de gouvernement du gouvernement autonome andalou, sur la base de noms proposés par le président du gouvernement, transmis par le bureau du président, la Consejería de la Presidencia. Le titre est strictement honorifique et n'implique aucune récompense en argent. Les noms de ceux qui ont reçu le titre sont écrits dans un registre connu sous le nom de Libro de Oro de Andalucía ("Livre d'or d'Andalousie"). Une médaille est décernée avec l'inscription Hijo Predilecto de Andalucía, ainsi qu'une plaque d'argent indiquant la raison de l'attribution du prix dans ce cas particulier. Normalement, dix médailles au maximum sont décernées chaque année, bien que le Conseil des gouverneurs puisse faire des exception (en pratique, à partir de 2009, ce nombre n'a jamais été atteint). Ce décompte ne comprend pas les récompenses accordées à titre de courtoisie ou de réciprocité, ni les récompenses posthumes. L'honneur est décerné lors d'une cérémonie publique et solennelle présidée par le président du gouvernement, en présence du conseil de gouvernement, et si possible coïncidant avec la fête régionale, la fête de l'Andalousie, le 28 février. L'honneur peut être révoqué si le récipiendaire se comporte publiquement d'une manière contraire à la Communauté autonome d'Andalousie, aux principes de la Constitution espagnole de 1978 ou au statut d'autonomie d'Andalousie, ou préjudiciable à la dignité de ses intérêts fondamentaux.

## Liste des«Hijos Predilectos de Andalucía»

### Années 1983 à 1999
- 1983
  - Antonio Cruz García (« Antonio Mairena »), cantaor (chanteur de flamenco), Mairena del Alcor, province de Séville
  - Rafael Alberti, écrivain, El Puerto de Santa María, Cadix
  - Vicente Aleixandre Merlo, écrivain, Séville
  - Jorge Guillén Álvarez, écrivain, Valladolid
  - Andrés Segovia, guitariste, Linares, Jaén
  - Ramón Carande y Thovar, historien et économiste, Palencia, communauté autonome de Castille-et-León
- 1984
  - Juan Álvarez Ossorio y Barrau, historien, militant[1]
- 1985
  - Rafael Escuredo Rodríguez, avocat et homme politique, Estepa, Séville
  - María Zambrano Alarcón, écrivain, Vélez-Málaga, Málaga
  - Antonio Gala Velasco, écrivain, Brazatortas, Ciudad Real
  - Carlos Castilla del Pino, psychiatre, San Roque, Cadix
  - Antonio Domínguez Ortiz, historien, Séville
- 1987
  - José Antonio Valverde Gómez, zoologiste[2]
  - Manuel Andújar, écrivain, La Carolina, Jaén
  - Juan de Mata Carrazo[3]
- 1988
  - Emilio García Gómez, historien spécialiste de l'arabisme, Madrid
  - Manuel Castillo Navarro, compositeur et pianiste, Séville
  - Manuel Rivera Hernández, peintre, Grenade
  - Pablo García Baena, poète, Cordoue
  - José Manuel Rodríguez Delgado, médecin et neurophysiologiste, Malaga
- 1989
  - Rafael Montesinos Martínez, poète, Séville, Séville
  - José Muñoz Caballero, peintre, Huelva
  - Luis Rosales Camacho, poète, Grenade, Grenade
- 1990
  - Javier Benjumea Puigcerver, homme d'affaires, fondateur d'Abengoa, Séville
  - Dolores Jiménez Alcántara " Niña de La Puebla ", chanteuse, La Puebla de Cazalla, Séville
  - Francisco Ayala y García Duarte, écrivain, Grenade, Grenade
- 1991
  - José Rodríguez de la Borbolla y Camoyán, avocat et homme politique, Séville, Séville
- 1992
  - José Antonio Muñoz Rojas, poète, Antequera, Málaga, Málaga
- 1993
  - Manuel Losada Villasante, scientifique, Carmona, Séville
- 1994
  - SAR Doña María de las Mercedes de Borbón y Orleans, mère du roi Juan Carlos, Madrid
- 1995
  - Miguel Rodríguez-Piñero y Bravo-Ferrer, juriste, professeur, magistrat et président de la Cour constitutionnelle d'Espagne, Séville, Séville
- 1996
  - José Manuel Caballero Bonald, poète et essayiste, Jerez de la Frontera, Cádiz, Cádiz
- 1997
  - Aucun prix décerné.
- 1998
  - Felipe González Márquez, avocat et homme politique, Dos Hermanas, Séville, Séville[4]
- 1999
  - Manuel F. Clavero Arévalo, avocat et homme politique, Séville, Séville

### Années 2000
- 2000
  - Carlos Amigo Vallejo, archevêque de Séville, Medina de Rioseco, Valladolid
- 2001
  - Carlos Cano (en), auteur-compositeur, Granada, Granada (à titre posthume)
  - Pedro Cruz Villalón, président du Tribunal constitutionnel de Séville, Séville
- 2002
  - Manuel Jiménez de Parga, président du Tribunal constitutionnel de Grenade, Grenade
- 2003
  - Emilio Lledó Íñigo, professeur de philosophie, Séville, Séville[5]
  - Christine Ruiz-Picasso, belle-fille de Pablo Picasso, philanthrope, Paris, France
- 2004
  - Francisco Márquez Villanueva, professeur de littérature médiévale, Séville, Séville[6]
  - Leopoldo de Luis, poète, Cordoue, Cordoue
- 2005
  - María Victoria Atencia García, poète, Malaga, Malaga[7]
  - Julia Uceda Valiente, poète, critique littéraire et professeur de littérature, Séville, Séville[8]
- 2006
  - María del Rosario Cayetana Fitz-James Stuart y Silva, 18e duchesse d'Alba (Madrid)
  - Carlos Edmundo de Ory, poète, Cadix, Cadix
- 2007
  - José Saramago, écrivain, Azinhaga, Portugal
- 2008
  - Federico Mayor Zaragoza, ancien recteur de l'Université de Grenade, ancien directeur général de l'UNESCO. Barcelone, communauté autonome de Catalogne
- 2009
  - Juan Antonio Carrillo Salcedo, docteur en droit de l'université de Séville, expert en droit international, Morón de la Frontera, Séville

### Années 2010
- 2010
- 2011
  - Juana de Aizpuru, galeriste
  - Alfonso Guerra, homme politique, Séville
- 2012
  - Luis Gordillo, peintre, Séville
  - Josefina Molina, cinéaste, Cordoue
- 2013
  - Antonio Banderas, acteur
  - Manuel José García Caparrós (es), syndicaliste (à titre posthume)
  - Carmen Laffón de la Escosura, peintre[9]
- 2014
- 2015
- 2016
- 2017[10]
  - Maria Galiana
  - Luis García Montero
- 2018[10]
  - José Luis Gómez García
  - Guillermo Antiñolo Gil
- 2019
  - Francisco Martínez-Cosentino, entrepreneur, Almería
  - José Luis García Palacios, président de la Fundación Caja Rural del Sur (à titre posthume)

### Années 2020
- 2020
  - Francisco Romero López, Curro Romero, torero, Séville
  - Antonio Burgos Belinchón, journaliste, Séville
  - Joaquín Sánchez (« Joaquín »), footballeur
- 2021
  - Rafael Martos Sánchez (« Raphael »), chanteur, Jaén
- 2022
  - Alejandro Sanz, chanteur
  - Manuel Alejandro, compositeur, Jerez de la Frontera
- 2023
  - David Bisbal, chanteur, Almería
  - Lola Flores, chanteuse et actrice, Jerez de la Frontera (à titre posthume)